# Tony Musante
Tony Musante, właśc. Anthony Peter Musante, Jr. (ur. 30 czerwca 1936 w Bridgeport, zm. 26 listopada 2013 w Nowym Jorku) – amerykański aktor.

## Życiorys
Urodził się w Bridgeport w Connecticut jako syn Natalie Anne (z domu Salerno), nauczycielki, i Anthony’ego Petera Musante, księgowego. Jego rodzina miała pochodzenie włoskie. Wychowywał się z dwiema siostrami – Cecelią i Katherine oraz bratem Thomasem. Ukończył Northwestern University i Oberlin College w Oberlin w Ohio. Pracował jako nauczyciel. 
Studiował aktorstwo w renomowanym Herbert Berghof Studios w Greenwich Village. Karierę zawodową rozpoczął jako asystent kierownika sceny. Producent telewizyjny David Susskind wybrał Musante do roli młodocianego przestępcy Joe Ferrone z nożem w dramacie telewizyjnym NBC Ride With Terror (1963) z Gene’em Hackmanem i Ronem Leibmanem. Przekształciło się to w dreszczowiec Larry’ego Peerce’a Incydent (The Incident, 1967) z debiutującym Martinem Sheenem, w którym Musante powtórzył swoją rolę ulicznego chuligana i w rezultacie zdobył nagrodę na Festiwalu Filmowym w Mar del Plata. W 1964 wystąpił na off-Broadwayu w roli George’a w spektaklu Kiss Mama. W 1975 trafił na Broadway w roli Vito w P.S. Twój kot nie żyje!, za którą był nominowany do nagrody Drama Desk Award. 
Od 21 marca 1973 do 10 maja 1974 grał detektywa Davida Tomy z New Jersey w serialu kryminalnym ABC Toma. Kiedy opuścił serial z powodu różnic twórczych po jednym sezonie, produkcja została przerobiony na Baretta (1975–1978) z udziałem Roberta Blake’a w roli tytułowej. W 1976 był nominowany do Emmy za rolę doktora Paula Brandona w jednym z odcinków serialu CBS Medical Story (1975). W pierwszym sezonie serialu HBO Oz (1997) grał szefa mafii Nino Schibettę.

## Życie prywatne
2 czerwca 1962 ożenił się z Jane Sparkes.

### Śmierć
Zmarł 26 listopada 2013 w nowojorskim Manhattanie w stanie Nowy Jork w wieku 77 lat, w wyniku komplikacji po operacji.

## Wybrana filmografia

### Filmy
- 1967: Incydent jako Joe Ferrone
- 1968: Zawodowiec jako Paco Román
- 1970: Ptak o kryształowym upierzeniu jako Sam Dalmas
- 1970: Anonimowy wenecjanin jako Enrico
- 1971: Ostatnia ucieczka jako Paul Rickard
- 1971: Gang Mamy Grissom jako Eddie Hagan
- 1984: Papież z Greenwich Village jako Pete
- 1999: Głębia oceanu jako Angelo Cappadora
- 2000: Ślepy tor jako Seymour Korman
- 2007: Królowie nocy jako Jack Shapiro

### Seriale
- 1964: Alfred Hitchcock przedstawia jako Candle
- 1966: Ścigany jako Billy Karnes
- 1986: McCall jako John Parker
- 1997: Oz  jako Nino Schibetta
- 1998: Brygada Acapulco jako Rocco Santora
- 2000-2003: As the World Turns jako Joe D’Angelo